# Сахно-Устимович Микола Миколайович
Мико́ла Миколайович Сахно́-Устимо́вич (1863, Полтавщина, Російська імперія — 14 грудня 1918, Українська Держава) — український поміщик, політичний та громадський діяч.

## Життєпис
За походженням — із сім'ї полтавських землевласників Сахнів-Устимовичів, за освітою — інженер-технолог. Великий землевласник, мав понад 3500 десятин землі, винокурню, конезавод, маєтки, будинки в Києві та Харкові. Побрався з Любов'ю — донькою харківського професора Кузнецова, виховали п'ятьох дітей. Очолював Хорольське сільськогосподарське товариство. Позиціював себе як українець, по маєтку завжди ходив у козацьких шароварах, вишитій сорочці, чумарці, смушевій шапці. У своєму кабінеті мав погруддя Тараса Шевченка та Миколи Гоголя.
1917 — приєднався до українського національного руху, увійшов до складу Генеральної козачої ради Українського вільного козацтва.
Діяльний член підпільної монархістської «Української громади» (пізніше «Української народної громади»), яка 29 квітня 1918 року прийшла до влади і встановила гетьманське правління Скоропадського.
Після приходу до влади гетьмана Павла Скоропадського Сахну-Устимовичу доручили формувати уряд (перший виконувач обов'язків отамана (голови) Ради Міністрів Української Держави — до 30 квітня 1918). Офіційного документа про призначення на посаду не було.
Разом із гетьманом Скоропадським підписав «Закони про тимчасовий державний устрій України». Надалі відмовився від посади через небажання партії соціалістів-федералістів долучитися до формування уряду.
Залишивши 30 квітня найвищий ешелон влади, очолив департамент скотарства в Міністерстві земельних справ.
Існують різні версії загибелі Миколи Сахна-Устимовича в грудні 1918 року.
Перша версія належить Євгенові Чикаленку. У своєму щоденнику в записі від 9 січня 1919 року зазначено, що Миколу Сахна-Устимовича було затримано отаманом 2-ї Дніпровської дивізії при спробі вийти на переговори з Петром Болбочаном. Під час арешту в нього було конфісковано 1,5 млн карбованців, після чого Миколу Миколайовича розстріляли. Подія відбулася в районі Дарниці.
Друга версія належить Олександрові Шульгину. За цією версією Микола Сахно-Устомович виїхав на Полтавщину з великою сумою грошей для закупівлі коней на потреби армії. У дорозі банда повстанців перехопила його біля Дніпра, пограбувала та «пустила під лід».
У своїх «Спогадах» Павло Скоропадський записав, що Микола Сахно-Устимович до останнього бився зі зброєю в руках на Дарниці, а його страту пов'язує з відданістю Миколи Миколайовича до себе.